# مطال تشتت
مطال تشتت في ميكانيكا الكم (بالإنجليزية: scattering amplitude) هو مطال موجة كرية ناتجة عن تصادم بالمقارنة بالموجة المستوية الأصلية الساقطة.
عندما تُسلط حزمة من جسيمات أولية على نواة الذرة يحدث تآثر بين الجسيمات والنواة ويؤدي ذلك التصادم إلى تشتت الجسيمات حولها. ومطال التشتت يعطي مقياسا للتآثر بين الجسيمات المصتدمة مع النواة ، ويعطي تبعثر الجسيمات حول النواة في الاتجاهات المختلفة. ومكال التشتت يعتمد على نوع النواة ونوع الجسيم الأولي الساقط وكذلك طاقة (سرعة) الجسيمات الساقطة.

## مقدمة
وتلك المسألة لا يمكن حلها بالميكانيكا التقليدة (الميكانيكا الكلاسيكية) نظرا لأن الجسيمات الأولية ، بل والذرات أيضا تتصرف كما لو كانت موجات مادية وليس مادة حبيبية. أي أن طبيعة الأشياء وطريقة تآثرها تختلف تماما عن المعهود (مثل كرات لعبة البلياردو) عندما نهبط إلى المستوي الذري والجسيمات الأولية الأصغر من الذرة.
تتصف الجسيمات الأولية مثل الإلكترون والبروتون بخواص ازدواجية موجة-جسيم ولا تصلح الميكانيكا الكلاسيكية لوصف تصرفها مع بعضها البعض. ولذلك فقد ابتكر العلماء ميكانيكا الكم التي تفسر وتحسب التآثر بين تلك الجسيمات الصغيرة ، وهي تعتبر كل منها كموجة مادية.
ويمكن وصف الموجة المستوية الساقطة والموجة الناتجة عن الصتدام بالمعادلة (معادلة شرودنجر):
{\displaystyle \psi (\mathbf {r} )=e^{ikz}+f(\theta ){\frac {e^{ikr}}{r}}\;,}
حيث : 
{\displaystyle \mathbf {r} \equiv \{x,y,z\}} متجه الوضع
{\displaystyle r\equiv |\mathbf {r} |}; {\displaystyle e^{ikz}} الموجة المستوية الساقطة والتي لها المتجه الموجي {\displaystyle k} على المحور {\displaystyle z}
{\displaystyle e^{ikr}/r} الموجة الكرية الناتجة عن الاصتدام ;
{\displaystyle \theta } زاوية التشتت
{\displaystyle f(\theta )} مطال التشتت.
مع العلم بأن وحدة مطال التشتت هي وحدة الأطوال (سنتيمتر).

## تحليل الموجة الجزئية
تعطي تحليل الموجة الجزئية مطال التشتت كمجموع مطالات للموجات الجزئية الناتجة عن الاصتدام.

{\displaystyle f(\theta )=\sum _{l=0}^{\infty }(2l+1)f_{l}(k)P_{l}(\cos(\theta ))\;,}
حيث :
{\displaystyle f_{l}(k)} المطال الجزئي ، وهو يعتمد على k وهي طاقة (سرعة]] الجسيم الساقط،
{\displaystyle P_{l}(\cos(\theta ))} ليجاندر بولينوميال.
ويمكن تمثيل المطال الجزئي كعنصر {\displaystyle S_{l}=e^{2i\delta _{l}}} في مصفوف يسمى مصفوف التشتت S-matrix 
و طور التشتت {\displaystyle \delta _{l}} فنحصل على :
{\displaystyle f_{l}={\frac {S_{l}-1}{2ik}}={\frac {e^{2i\delta _{l}}-1}{2ik}}={\frac {e^{i\delta _{l}}\sin \delta _{l}}{k}}={\frac {1}{k\cot \delta _{l}-ik}}\;.}

## تشتت اشعة إكس
يعطى طول تشتت مومسون كول تشتتت اشعة إكس ، أو نصف القطر التقليدي للإلكترون {\displaystyle r_{0}}.

## تشتت النيوترونات
تتضمن تشتت النيوترونات على الأنوية الذرية طول التشتت النيوتروني المتناسق ، ويرمزله عادة بالرمز {\displaystyle b}.

## صياغة ميكانيكا الكم
يمثل تشتت الجسيمات على الأنوية الذرية طبقا لميكانيكا الكم في شكل مصفوف تشتت S matrix .

## اقرأ أيضا
- مقطع تصادم (فيزياء)
- امتصاص (إشعاع كهرومغناطيسي)
- مقطع نووي
- حافة كومبتون
- تأثير كومبتون
- نفاذية (علم البصريات)
- توهين
- طيف امتصاص
- حيود
- جهد يوكاوا